# Prowincja Toamasina
Toamasina – prowincja leżąca w północno-wschodnim Madagaskarze, nad Oceanem Indyjskim. Graniczy od północnego wschodu z prowincją Antsiranana, od północy i zachodu z prowincją Mahajanga, od zachodu z prowincją Antananarywa, a od południa z prowincją Fianarantsoa. Stolicą prowincji jest Toamasina. Według danych z 2001 roku prowincja liczy 2 593 063 mieszkańców, co czyni ją 3. najbardziej zaludnioną prowincją w kraju. Powierzchnia prowincji wynosi 71 911 km² i jest 4. prowincją pod względem wielkości w kraju.

## Podział administracyjny
Prowincja Toamasina podzielona jest na 3 regiony i 18 dystryktów:
| - Region Alaotra-Mangoro: - 1. Dystrykt Ambatondrazaka (Ambatondrazaka) - 2. Dystrykt Amparafaravola (Amparafaravola) - 3. Dystrykt Andilamena (Andilamena) - 4. Dystrykt Anosibe An'ala (Anosibe An'ala) - 11. Dystrykt Moramanga (Moramanga) - Region Analanjirofo: - 6. Dystrykt Fenoarivo-Atsinanana (Fenoarivo-Atsinanana) - 8. Dystrykt Mananara-Avaratra (Mananara-Avaratra) - 9. Dystrykt Maroantsetra (Maroantsetra) - 12. Dystrykt Nosy-Boraha (Nosy-Boraha, Île Sainte-Marie) - 13. Dystrykt Soanierana-Ivongo (Soanierana-Ivongo) - 17. Dystrykt Vavatenina (Vavatenina) - Region Atsinanana: - 5. Dystrykt Antanambao-Manampotsy (Antanambao-Manampotsy) - 7. Dystrykt Mahanoro (Mahanoro) - 10. Dystrykt Marolambo (Marolambo) - 14. Dystrykt wiejski Toamasina - 15. Toamasina - 16. Dystrykt Vatomandry (Vatomandry) - 18. Dystrykt Vohibinany (Vohibinany) |